# Verden
Verden [ˈfeːɐdn] je město ležící v německém Dolním Sasku přibližně 35 kilometrů od města Brémy a 6 kilometrů od obce Kirchlinteln. Populace města je 26 735 lidí (2007). Jedná se o správní centrum okresu Verden. Městem protéká řeka Aller, která se vlévá do Vezera.
Nejvýznamnější památkou je katedrála .

## Historie
Kolem roku 800 se Verden stal centrem biskupství založeném na území podrobených saských kmenů jako součást Saského vévodství. Po porážce vévody Jindřicha Lva roku 1180 bylo Saské vévodství rozděleno a verdenští biskupové získali status říšských knížat.
Dne 12. března 1259 kníže-biskup Gerhart udělil Verdenu městská práva dle brémského vzoru. V 15. století získal status svobodného říšského města, ve správě biskupů zůstala pouze městská katedrála s okolím.
Během 16. století bylo verdenské biskupství v personální unii s arcibiskupstvím brémským. Roku 1568 bylo ve Verdenu pod administrátorem Eberhardem von Holle zavedeno jako oficiální zemské vyznání luteránství.
Dle dohod Vestfálského míru bylo roku 1648 Verdenské biskupství mediatizováno a přeměněno ve světské knížectví v držení švédských králů. Na základě toho došlo ke sloučení severní (kolem radnice a kostela svatého Jana) a jižní (kolem katedrály v majetku bývalého biskupství) části města v jeden celek.
Roku 1675 byl Verden během Skånské války dobyt spojenými vojsky několika říšských knížat a Dánů, roku 1679 byl pak na základě míru ze Saint-Germain-en-Laye navrácen Švédsku. V letech 1712-1715 byl opět okupován Dány, roku 1715 připadl kurfiřtům hannoverským. Společně s Hannoverskem byl roku 1866 zabrán Prusy. Po druhé světové válce se stal součástí Dolního Saska.

## Místní části
- Borstel
- Dauelsen
- Döhlbergen-Hutbergen
- Eitze
- Hönisch
- Scharnhorst
- Verden
- Walle

## Partnerská města
- Bagrationovsk, Rusko, 1996
- Górowo Iławeckie, Polsko, 1996
- Havelberg, Německo, 1990
- Saumur, Francie, 1967
- Warwick, Spojené království, 1990
- Zelená Hora, Polsko, 1993